# Alboino della Scala
Alboino della Scala (né v. 1284 et mort le 29 novembre 1311 à Vérone) est un condottiere et un homme politique italien du début du XIVe siècle, membre de la dynastie scaligère.

## Biographie
Fils d'Alberto I et neveu de Mastino I, Alboino della Scala assume le gouvernement de Vérone en 1304, à la mort de son frère aîné Bartolomeo. Il poursuit, avec l'aide de son jeune frère Cangrande I, l'œuvre de ses prédécesseurs et prépare les futures extensions territoriales de la cité.

### Enfance et jeunesse
On sait peu de choses des premières années d'Alboino. Dans le cadre de sa stratégie de réconciliation vis-à-vis de l'Église, en 1289, son père le fait nommer, alors qu'il est encore enfant, chanoine du chapitre de la cathédrale de Vérone. Il le restera, pour la forme, jusqu'en 1295. Participant à la politique matrimoniale de la famille, il épouse, en septembre 1298, Caterina, la fille de Mathieu Ier Visconti, qui gouverne alors Milan, et de Bonacossa Borri. Les noces sont l'occasion de réjouissances (corte bandita) qui permettent à son père d'affirmer la puissance de Vérone et le poids de ses alliances. C'est durant ces cérémonies fastueuses qu'Alboino, avec son jeune frère Cangrande et d'autres rejetons de familles alliées, est fait chevalier par son père.

### Arrivée au pouvoir d'Alboino
Après deux ans et demi de règne, Bartolomeo I della Scala meurt le 7 mars 1304, à l'âge de 27 ans. Son seul fils, Francesco, n'est alors qu'un enfant et c'est donc son frère puîné, Alboino qui, le 8 mars, est élu capitaine général. Trois jours plus tard, il est nommé podestat des Marchands à vie, entérinant l'emprise héréditaire de la famille della Scala sur Vérone et ses possessions,.
Il va gouverner sept années, seul jusqu'en 1308, puis avec l'aide de Cangrande, son frère cadet, qui lui succède en 1311.

### Politique intérieure
Contrairement à ses prédécesseurs qui avaient du modifier constamment les statuts municipaux pour imposer leur mainmise sur Vérone, Alboino se repose sur leur travail et ajoute peu de dispositions aux textes existants. En 1311, il doit faire face à une révolte des notaires qui refusent de s'acquitter d'une taxe levée pour financer les festivités organisées à l'occasion du vicariat impérial conféré à Alboino et à son frère Cangrande.

### Politique extérieure

#### Alliances gibelines et inimitiés guelfes
En 1304, Alboino entre brièvement en conflit, aux côtés du fidèle allié mantouan et en défense de Padoue, avec la république de Venise.
Entre 1305 et 1310, il renoue avec la politique antiguelfe des premiers Scaliger, et plus particulièrement contre les représentants et les alliés de la maison d'Este. En mai 1305, Vérone s'associe à la ligue formée par Mantoue et Brescia pour déposséder Azzo VIII d'Este de Reggio et de Modène et le chasser de son fief de Ferrare. En novembre, au terme d'un travail diplomatique auquel Vérone participe activement, Parme les rejoint. En janvier 1306, Bologne et les Ferrarais exilés se joignent à la ligue, ainsi que Francesco, le frère d'Azzo, que celui-ci a écarté du pouvoir.
En janvier 1306, dans le cadre d'une série de mariages croisés entre les parties liguées, Alboino, veuf depuis peu, épouse en secondes noces Beatrice, la fille de Gilberto da Correggio, qui règne sur la ville de Parme,.
Pendant l'été 1306, Vérone et Mantoue, manœuvrant la plupart du temps comme une seule armée, prennent Ficarolo et, en octobre, Bergantino. En mars 1307, le pacte mobilisé contre Azzo d'Este est confirmé à Suzzara, tandis que les da Polenta de Ravenne viennent le renforcer. En août 1307 Mantoue et Vérone envahissent le territoire de Crémone, mais le sort de la guerre se retourne contre eux quand les Ferrarais attaquent Ostiglia, possession de Vérone, et Serravalle. La mort d'Azzo (31 janvier 1308) met fin aux hostilités. C'est à cette occasion, lors de la signature des accords de Montegrotto (3 et 15 mars 1308) qu'apparaît pour la première fois, à côté de la signature d'Alboino, celle de son frère cadet Cangrande, qui s'y présente comme capitano penes se (lieutenant).
À partir de cette date, Alboino et Cangrande gouvernent ensemble Vérone. En avril 1308, ils garantissent leurs frontières septentrionales en se liant avec Otton, duc de Carinthie, puis s'interposent dans les luttes partisanes qui déchirent les cités lombardes, resserrant au passage leurs alliances : ils volent au secours de Gilberto da Correggio, qui vient d'être chassé de sa ville de Parme ; ils défendent les Brescians contre leurs guelfes exilés ; ils confirment, en 1308 et en 1309, leur pacte avec Mantoue, Brescia, Parme et Modène ; en 1309, avec Mantoue, ils prennent le parti des Scotti à Plaisance et, en 1310, celui des da Sesso à Reggio.

#### Relations avec l'Empire
En 1310, le retour sur l'échiquier politique italien de l'Empire, en la personne d'Henri VII, trouve donc Vérone et les Della Scala dans une situation de force, d'autant qu'en 1306, les rapports de coopération avec Venise ont été rétablis. Les deux frères se comportent en sujets loyaux, tout en évitant soigneusement de mettre en œuvre la politique de réconciliation imposée par l'Empereur, qui souhaite voir tous les exilés, guelfes ou gibelins, réintégrés dans leurs cités et dans leurs droits.
| • L'échelle porte4 ou 5 barreaux.  |  | Blasons• Variante avec chiens affrontés.  |  | • Variante avec aigle impériale. |
| • L'échelle porte 4 ou 5 barreaux. |  | Blasons • Variante avec chiens affrontés. |  | • Variante avec aigle impériale. |

Alboino et Cangrande acceptent même le vicariat qui leur est imposé par l'Empereur en la personne de Vannizeno Lanfranchi, vicariat qui leur est rapidement transféré à l'occasion du conflit ouvert entre l'Empire et Padoue. Le 15 avril 1311, les troupes scaligères font, avec les soldats impériaux, leur entrée dans Vicence, ville prise à Padoue et préfigurant le gain territorial qui sera confirmé à Vérone en 1312, en récompense de sa fidélité inébranlable à la cause gibeline.

### Décès et succession
À la fin du mois de septembre 1311, Alboino prend part au siège de Brescia, au cours duquel il est frappé par la contagion qui décime les troupes impériales. Il rentre à Vérone où il meurt dans la nuit du 28 au 29 novembre 1311 pendant que Cangrande, qui a suivi l'Empereur jusqu'à Gênes, rentre précipitamment de Ligurie pour assurer la continuité du pouvoir.
De Beatrice da Correggio, Alboino a eu deux fils qui seront tous deux seigneurs de Vérone : Alberto (né en 1306) et Mastino (né en 1308), et une fille, Alboina (née v. 1309), qui devient abbesse de San Michele in Campagna. De son premier mariage avec Caterina Visconti lui reste une fille, Verde, qui épouse, en 1317, Rizzardo da Camino.